# Ridderorde (onderscheiding)

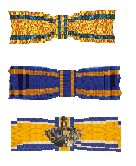
De drie lintjes van ridders in de Militaire Willems-Orde, de Orde van de Nederlandse Leeuw en de Orde van Oranje-Nassau

Een ridderorde is een koninklijke of keizerlijke onderscheiding. Ook republieken en de Heilige Stoel kennen ridderorden en er zijn ridderorden die niet aan een staat verbonden zijn. Zie daarvoor de ridderlijke orden en de charitatieve ridderorden. Er zijn ook kruisridderorden, militaire ridderorden en ridderorden die vooral het karakter van een genootschap hebben.

## Draagvolgorde
De ridderorden en de andere onderscheidingen van een staat staan tegenwoordig in een bepaalde hiërarchie ten opzichte van elkaar. Een ridderkruis wordt over het algemeen vóór een andere onderscheiding gedragen. Aan waarde van een onderscheiding doet dat niets af, een in de oorlog verworven Vliegerkruis of een medaille voor het redden van een leven als de Medaille van het Carnegie Heldenfonds wordt na een veel algemener uitgereikt ridderkruis gedragen.
Een Nederlander of Belg draagt de onderscheidingen die hij of zij van zijn of haar koning heeft gekregen. Deze worden in principe niet afgelegd. Daarna komen de ridderkruisen, kruisen, sterren en medailles van andere staten in alfabetische volgorde waarbij men de Franse landsnaam gebruikt. Vroeger was het gebruikelijk om na de onderscheidingen van het eigen land eerst die van de toenmalige "grote machten" (Rusland, Oostenrijk-Hongarije, Frankrijk, Pruisen, Turkije en het Verenigd Koninkrijk) te dragen, daarna die van de koninkrijken en de Heilige Stoel, de groothertogdommen, de hertogdommen, de vorstendommen en uiteindelijk die van de schaarse republieken. Zie ook de Draagvolgorde van de Nederlandse onderscheidingen en de Draagvolgorde van de Oostenrijkse onderscheidingen.

## Eigendom
De versierselen mogen niet gedragen worden door een persoon die er geen recht op heeft. Een knoopsgatversiersel is eigendom van de gedecoreerde. Een medaille blijft echter eigendom van het rijk en is aan de gedecoreerde in bruikleen verstrekt. Bij overlijden moeten de eretekenen worden teruggestuurd, maar desgewenst kunnen de nabestaanden ze tegen betaling van een borgsom behouden.
Medailles die worden teruggestuurd worden zo mogelijk schoongemaakt en gerestaureerd voor een volgende gedecoreerde. Het lint wordt altijd vernieuwd. Is restauratie niet meer mogelijk, dan wordt een medaille omgesmolten ten bate van de schatkist.
In België dienen de gedecoreerden zelf hun medailles en eretekens aan te kopen in de handel. Zij krijgen wél een geschreven oorkonde die de decoratie bevestigt. In vele gevallen zijn het de verenigingen waartoe de gedecoreerden behoren die deze kosten op zich nemen. Veel werkgevers weigeren eveneens deze kosten te dragen.